# Institut d'études coptes
L'institut d'études coptes (Institute of Coptic Studies) est un institut basé dans le quartier d'Abbassia au Caire, en Égypte, fondé en 1954 par l'Église copte orthodoxe d'Alexandrie. Il regroupe un certain nombre de chercheurs basés dans différentes branches : art, histoire, archéologie et langue copte.
L'institut est établi dans la cathédrale Saint-Marc à Abbassia.
La création de l'institut en 1954, fait date dans l’histoire de la communauté copte, notamment parce qu’elle marque pour la première fois le désir revendiqué des chrétiens d’Égypte de faire valoir l’unicité et la spécificité de leur patrimoine, présenté d’une manière distincte de celui de leurs compatriotes musulmans.

## Description
L'institut est le principal centre de recherche de l'église égyptienne dans les sujets de la coptologie et pour partager de nombreuses recherches sur différents aspects de la coptologie depuis sa création.   

## Enseignement
L'institut participe à des études de troisième cycle dans des disciplines coptes, dont la musique copte, l'art copte, l'iconographie copte et l'histoire copte.
Mikhail Girgis El Batanouny, expert en musique copte, fut notamment l'un des professeurs de cet institut.
De 1955 à 1985, Iris Habib Elmasry a continué à enseigner l'histoire copte à l'Institut d'études coptes.
Les peintres coptes Isaac Fanous (en) et Adel Nassief (en) ont étudié dans l'institut.